# 英國鐵路333型電力動車組
英國鐵路333型電力動車組是英國鐵路使用的一款電力動車組，最高運行速度100 mph（160 km/h），由西门子铁路系统和CAF在2000年至2001年間共同設計製造。
333型電力動車組是在希思羅機場快線運營的英國鐵路332型電力動車組的基礎上設計製造的，由北方鐵路公司運營。

## 概述
2000年至2001年間，北方鐵路公司的前身北方精神訂購16組333型動車組，當時均為3节編組，用以取代308型電力動車組，擔當運行西约克郡和北约克郡（利兹-布拉德福德福斯特廣場-伊爾克利-斯基普頓間）的沃夫德爾線和艾爾達爾線的旅客列車。333型電力動車組目前配屬利茲市的內維爾山車輛段，並塗有西約克城鐵塗装。
由於客流量的增加，2002年起，由西約克城鐵和鐵路戰略管理局投資将333型動車組擴編至4輛編組。其中333001–333008於2002年改造，333009–333016於2003年改造。然而，這筆資金於2007年耗盡，因此原本可以移除所有333型動車組中被增加的車輛，但是如果照此方案，原用於去往唐卡斯特的旅客列車的4輛編組的321型動車組將會被調至沃夫德爾線和艾爾達爾線。這意味著，為了確保去往唐卡斯特的列車可以使用4編組的動車組，上述新增車輛現仍由南約克郡客運執行機構 (PTE) 提供資金，儘管很少在南約克郡運行。
333002和333004號於2008年9月更換新塗裝，但是完成後的新塗裝所用乙烯基漆效果不理想，直到2009年年中用上新油漆，所有車組才全部更換塗裝。2018年下半年，16組333型動車組開始全面翻新，預計在2019年內完成，翻新後列車將採用新的座椅、塗裝和內飾，其中座椅旁電源插座和電子旅客信息屏幕會較晚加裝。
而且，隨著Wi-Fi設備加裝到321型動車組和322型動車組上，333型動車組也在2015年加裝了車內Wi-Fi。

## 列車參數
333型動車組設計最高運行速度160km/h，實際運行速度最高140km/h。動車組的二等座車採用2+3座椅排列，每組列車有一個廁所。
333型動車組採用夏芬伯格車鈎，因此無法與其他型號動車組進行重聯運行。

## 編組
| 車型        | 運營商       | 製造數量 | 製造年份  | 編組組成 | 車輛編號      | 動力配置                                                                             |
| ----------- | ------------ | -------- | --------- | -------- | ------------- | ------------------------------------------------------------------------------------ |
| 333型動車組 | 北方鐵路公司 | 16       | 1999-2000 | 4        | 333001–333016 | DMSO（動車帶駕駛室）-PTSO（拖車帶受電弓）-TSO（拖車）-DMSO（動車帶駕駛室）動拖比2M2T |

## 圖片

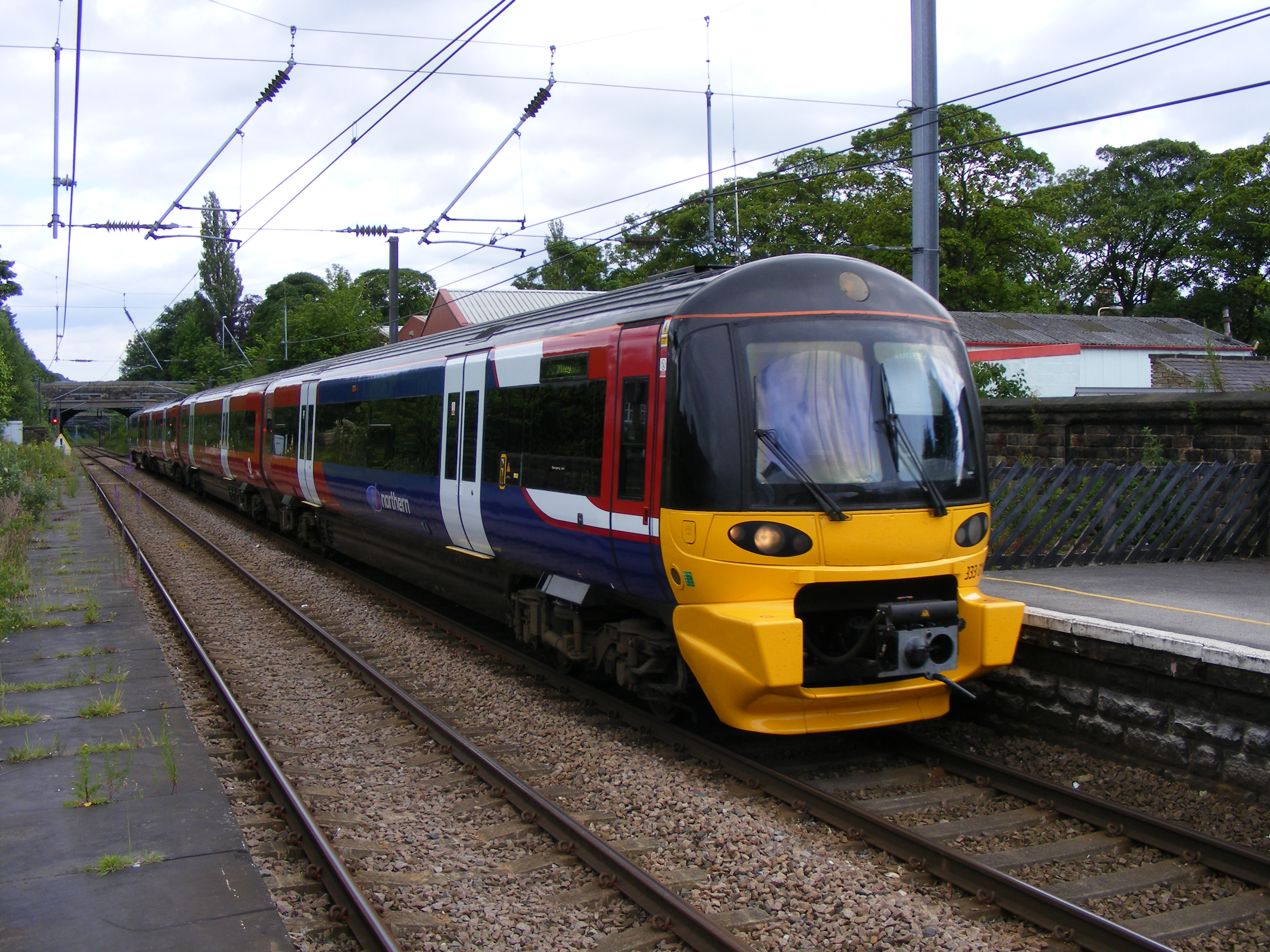
停靠蓋斯利車站（英语：Guiseley railway station）的333010，車身塗有北方鐵路公司（英语：Northern Rail）的塗裝
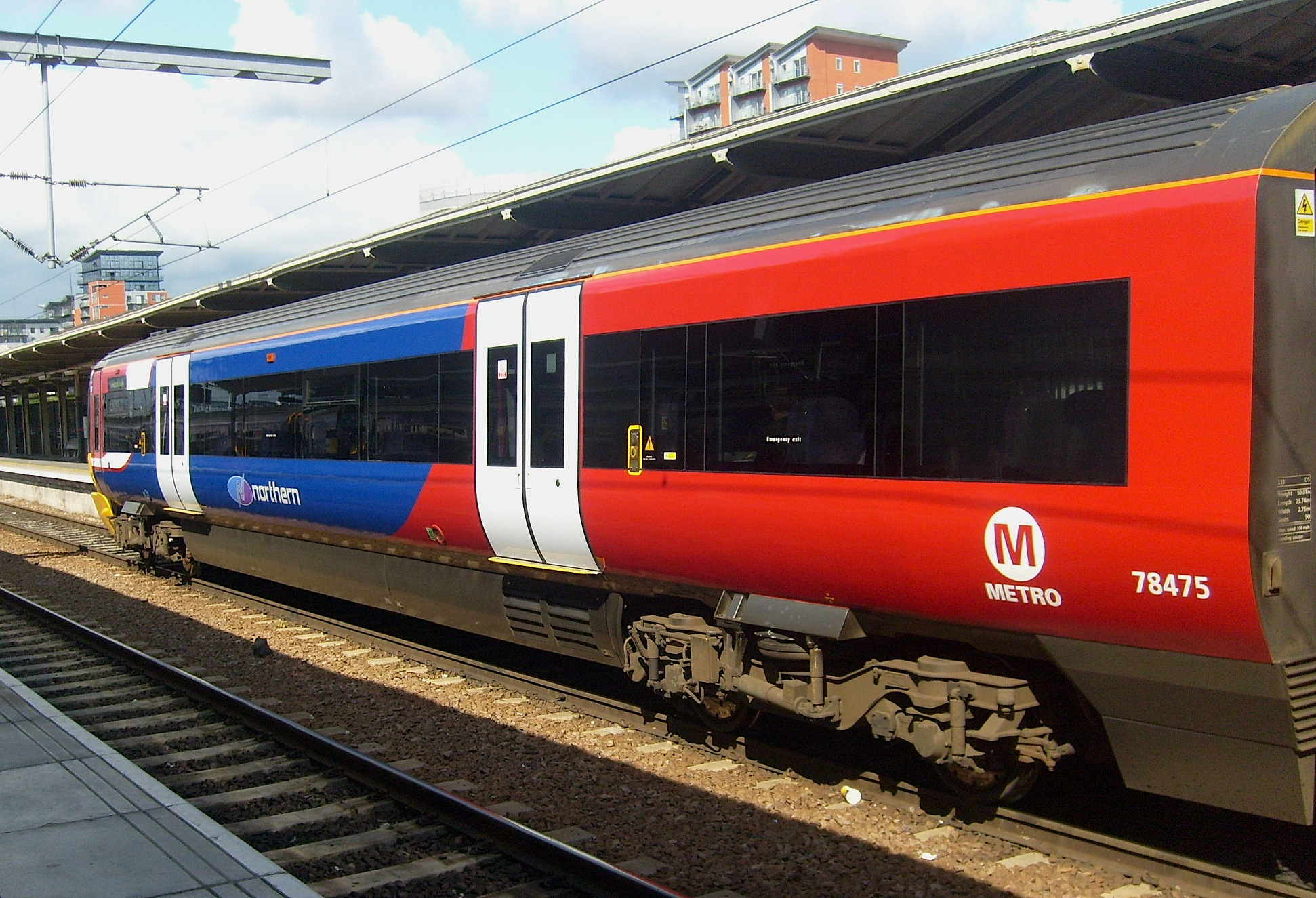
塗有較新的北方鐵路公司塗裝333002號動車組頭車
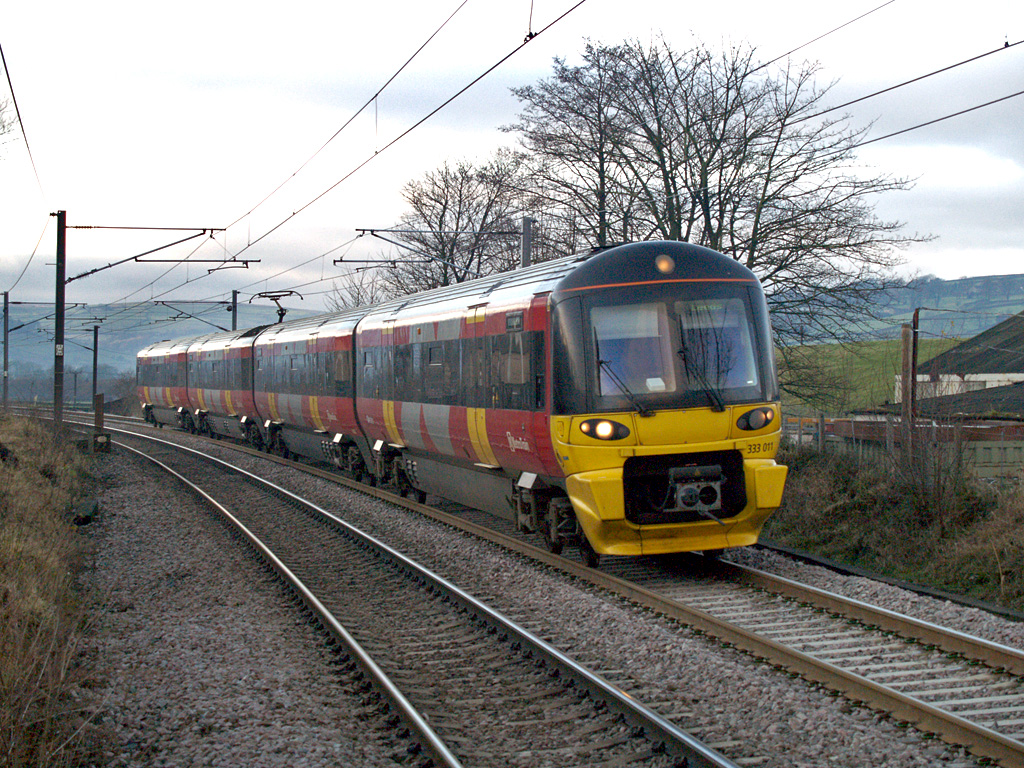
333011，塗有Northern Spirit的舊塗裝。
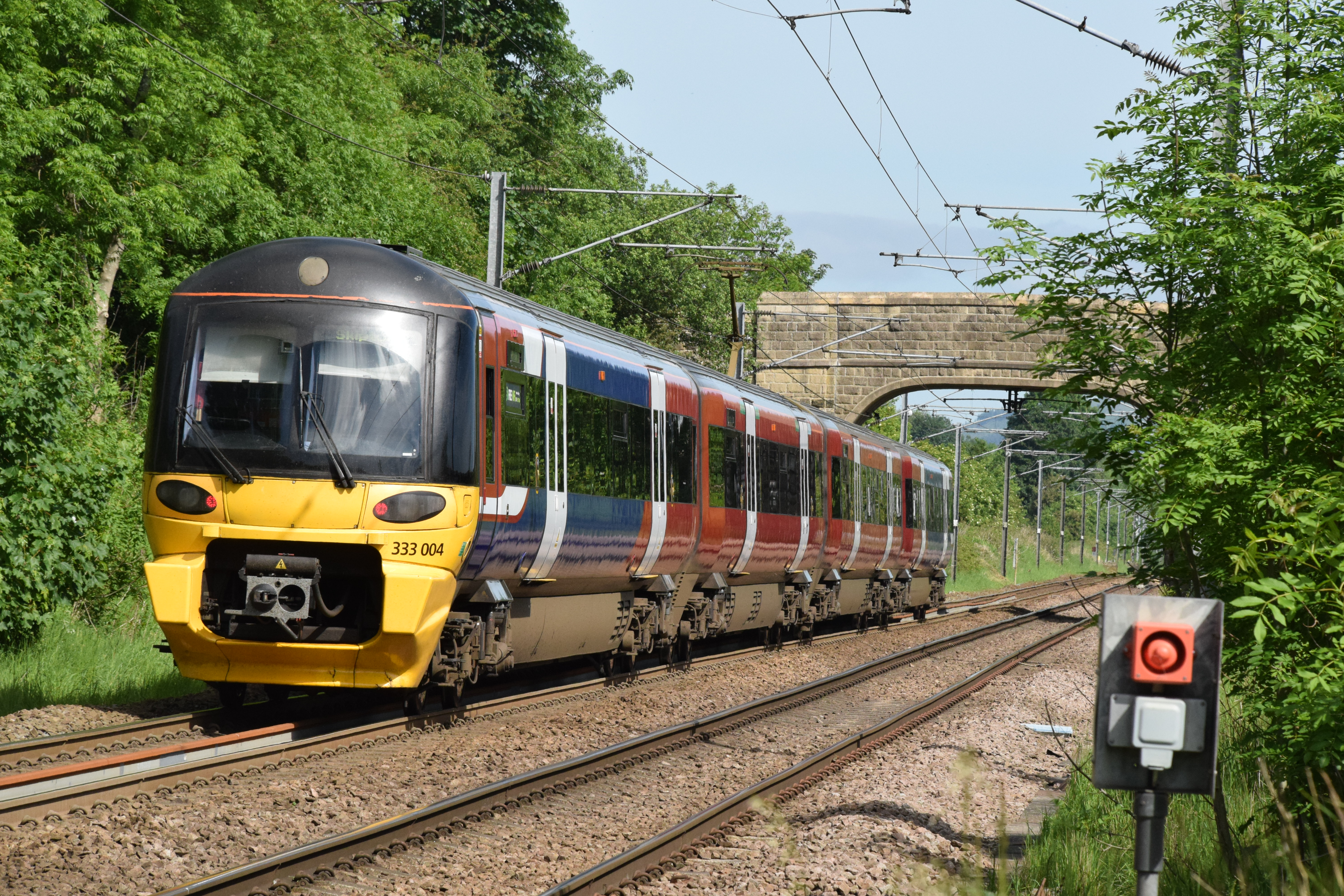
圖片拍摄于2017年5月31日科農利站附近，圖中為行駛在斯基普頓線上的333型動車組。
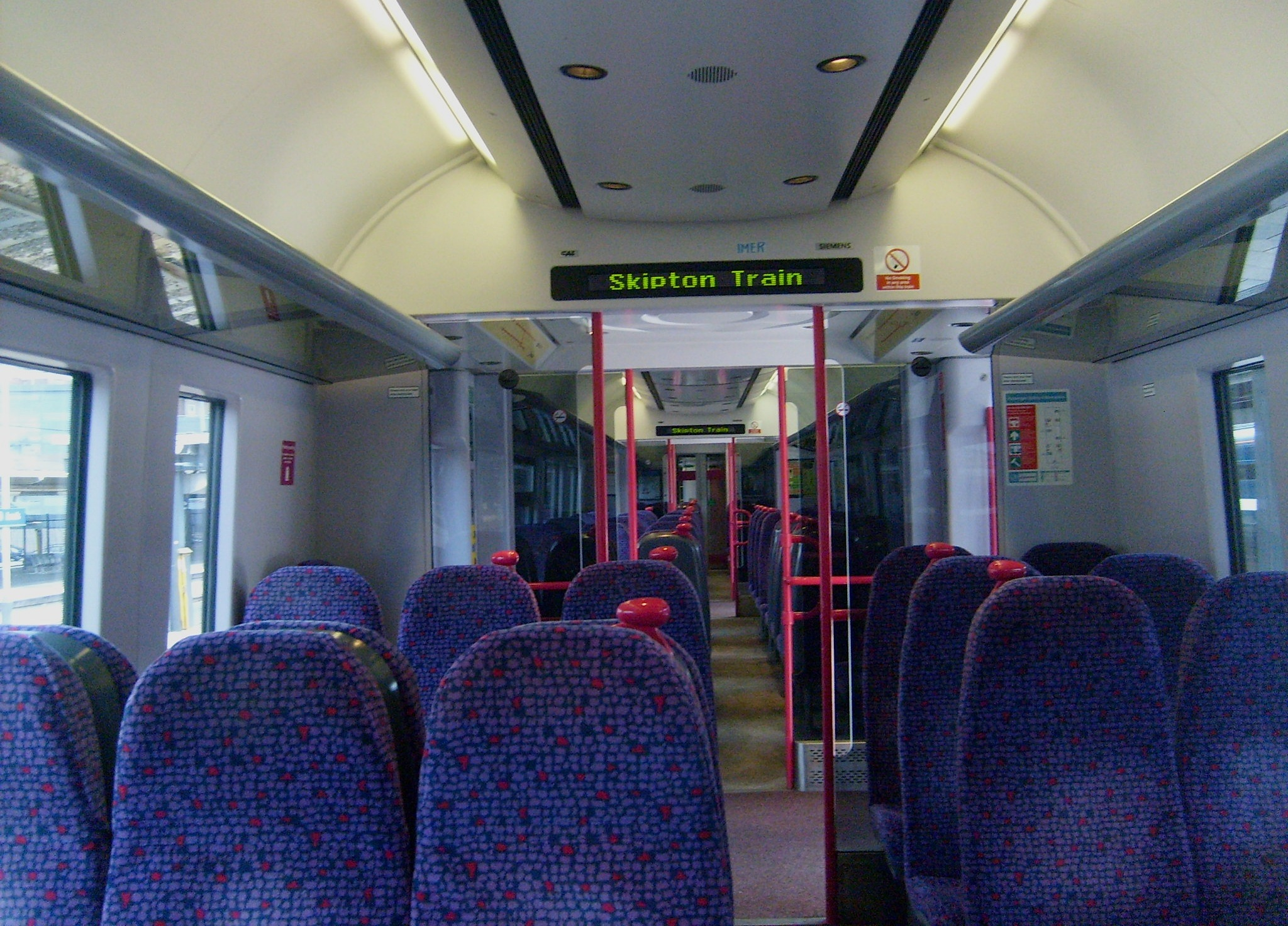
圖中為翻新前的拖車內飾

## 引用
1. 1 2 3  Electric Multiple Unit Class 333, UK （页面存档备份，存于） - Siemens Mobility References. Retrieved 13 May 2011.
2. ↑   (PDF). West Yorkshire Integrated Transport Authority. 7 December 2005  [1 September 2009].[永久]